# Grgeči
Percidae (Grgeči), glavna porodica riba iz reda perciformes koja je po njoj i dobila ime. Grgeči su slatkovodne ribe od kojih neke zalaze i u bočatu vodu, a nijedna vrsta nije morska. Porodica se satoji od 11 rodova s 235 priznatih vrsta od kojih je nekoliko opisao još Linnaeus 1750-tih godina, to su: Gymnocephalus cernua i Gymnocephalus schraetser iz roda Gymnocephalus; Perca fluviatilis ili europski grgeč; Sander lucioperca; i iz roda Zingel Z. asper i Z.zingel.
Grgeč je grabežljivac oboružan brojnim malim zubićima, ali je i sam hrana drugim grabežljivim ribama. Tijelo mu je prekriveno hrapavim malim ktenoidnim ljuskama, sive je boje, a prema repu se sužava. 
Spolnu zrelost dostižu između druge i treće godine. Ženke jaja polažu po potopljenoj vegetaciji u obliku traka širokih oko par centimetara, a mogu da budu duge do tri metra, koje mužjak nakon toga oplodi. Od oplođenih jaja izlegne se mlađ nakon dva tjedna, ali ih malo preživi, pošto se moraju čuvati i samih roditelja. Da bi dosegao težinu od jednog kilograma grgeču je potrebno poživjeti desetak godina.
Pravi grgeči pripadaju rodu perca od kojih dvije vrste žive u Europi (P.fluviatilis i P. schrenkii balkaški grgeč u Rusiji) i jedna u Sjevernoj Americi (P. flavescens)

## Rodovi:
1 rod Ammocrypta Jordan, 1877
1. Ammocrypta beanii Jordan, 1877
2. Ammocrypta bifascia Williams, 1975
3. Ammocrypta clara Jordan & Meek, 1885
4. Ammocrypta meridiana Williams, 1975
5. Ammocrypta pellucida (Putnam, 1863)
6. Ammocrypta vivax Hay, 1882

2 rod Crystallaria Jordan & Gilbert in Jordan, 1885
1. Crystallaria asprella (Jordan, 1878)
2. Crystallaria cincotta Welsh & Wood, 2008

3 rod Etheostoma Rafinesque, 1819
1. Etheostoma acuticeps Bailey, 1959
2. Etheostoma akatulo Layman & Mayden, 2009
3. Etheostoma artesiae (Hay, 1881)
4. Etheostoma asprigene (Forbes, 1878)
5. Etheostoma atripinne (Jordan, 1877)
6. Etheostoma australe Jordan, 1889
7. Etheostoma autumnale Mayden, 2010
8. Etheostoma baileyi Page & Burr, 1982
9. Etheostoma barbouri Kuehne & Small, 1971
10. Etheostoma barrenense Burr & Page, 1982
11. Etheostoma basilare Page, Hardman & Near, 2003
12. Etheostoma bellator Suttkus & Bailey, 1993
13. Etheostoma bellum Zorach, 1968
14. Etheostoma bison Ceas & Page, 1997
15. Etheostoma blennioides Rafinesque, 1819
16. Etheostoma blennius Gilbert & Swain, 1887
17. Etheostoma boschungi Wall & Williams, 1974
18. Etheostoma brevirostrum Suttkus & Etnier, 1991
19. Etheostoma brevispinum (Coker, 1926)
20. Etheostoma burri Ceas & Page, 1997
21. Etheostoma caeruleum Storer, 1845
22. Etheostoma camurum (Cope, 1870)
23. Etheostoma cervus Powers & Mayden, 2003
24. Etheostoma chermocki Boschung, Mayden & Tomelleri, 1992
25. Etheostoma chienense Page & Ceas, 1992
26. Etheostoma chlorobranchium Zorach, 1972
27. Etheostoma chlorosomum (Hay, 1881)
28. Etheostoma chuckwachatte Mayden & Wood, 1993
29. Etheostoma cinereum Storer, 1845
30. Etheostoma clinton Mayden & Layman, 2012
31. Etheostoma collettei Birdsong & Knapp, 1969
32. Etheostoma collis (Hubbs & Cannon, 1935)
33. Etheostoma colorosum Suttkus & Bailey, 1993
34. Etheostoma coosae (Fowler, 1945)
35. Etheostoma corona Page & Ceas, 1992
36. Etheostoma cragini Gilbert, 1885
37. Etheostoma crossopterum Braasch & Mayden, 1985
38. Etheostoma davisoni Hay, 1885
39. Etheostoma denoncourti Stauffer & van Snik, 1997
40. Etheostoma derivativum Page, Hardman & Near, 2003
41. Etheostoma ditrema Ramsey & Suttkus, 1965
42. Etheostoma douglasi Wood & Mayden, 1993
43. Etheostoma duryi Henshall, 1889
44. Etheostoma edwini (Hubbs & Cannon, 1935)
45. Etheostoma erythrozonum Switzer & Wood, 2009
46. Etheostoma etnieri Bouchard, 1977
47. Etheostoma etowahae Wood & Mayden, 1993
48. Etheostoma euzonum (Hubbs & Black, 1940)
49. Etheostoma exile (Girard, 1859)
50. Etheostoma flabellare Rafinesque, 1819
51. Etheostoma flavum Etnier & Bailey, 1989
52. Etheostoma fonticola (Jordan & Gilbert, 1886)
53. Etheostoma forbesi Page & Ceas, 1992
54. Etheostoma fragi Distler, 1968
55. Etheostoma fricksium Hildebrand, 1923
56. Etheostoma fusiforme (Girard, 1854)
57. Etheostoma gore Layman & Mayden, 2012
58. Etheostoma gracile (Girard, 1859)
59. Etheostoma grahami (Girard, 1859)
60. Etheostoma gutselli (Hildebrand, 1932)
61. Etheostoma histrio Jordan & Gilbert, 1887
62. Etheostoma hopkinsi (Fowler, 1945)
63. Etheostoma inscriptum (Jordan & Brayton, 1878)
64. Etheostoma jessiae (Jordan & Brayton, 1878)
65. Etheostoma jimmycarter Layman & Mayden, 2012
66. Etheostoma jordani Gilbert, 1891
67. Etheostoma juliae Meek, 1891
68. Etheostoma kanawhae (Raney, 1941)
69. Etheostoma kantuckeense Ceas & Page, 1997
70. Etheostoma kennicotti (Putnam, 1863)
71. Etheostoma lachneri Suttkus & Bailey, 1994
72. Etheostoma lawrencei Ceas & Burr, 2002
73. Etheostoma lemniscatum Blanton, 2008
74. Etheostoma lepidum (Baird & Girard, 1853)
75. Etheostoma longimanum Jordan, 1888
76. Etheostoma lugoi Norris & Minckley, 1997
77. Etheostoma luteovinctum Gilbert & Swain, 1887
78. Etheostoma lynceum Hay, 1885
79. Etheostoma maculatum Kirtland, 1840
80. Etheostoma mariae (Fowler, 1947)
81. Etheostoma marmorpinnum Blanton & Jenkins, 2008
82. Etheostoma maydeni Powers & Kuhajda, 2012
83. Etheostoma microperca Jordan & Gilbert, 1888
84. Etheostoma mihileze Mayden, 2010
85. Etheostoma moorei Raney & Suttkus, 1964
86. Etheostoma neopterum Howell & Dingerkus, 1978
87. Etheostoma nianguae Gilbert & Meek, 1887
88. Etheostoma nigripinne Braasch & Mayden, 1985
89. Etheostoma nigrum Rafinesque, 1820
90. Etheostoma nuchale Howell & Caldwell, 1965
91. Etheostoma obama Mayden & Layman, 2012
92. Etheostoma obeyense Kirsch, 1892
93. Etheostoma occidentale Powers & Mayden, 2007
94. Etheostoma okaloosae (Fowler, 1941)
95. Etheostoma olivaceum Braasch & Page, 1979
96. Etheostoma olmstedi Storer, 1842
97. Etheostoma oophylax Ceas & Page, 1992
98. Etheostoma orientale Powers & Mayden, 2007
99. Etheostoma osburni (Hubbs & Trautman, 1932)
100. Etheostoma pallididorsum Distler & Metcalf, 1962
101. Etheostoma parvipinne Gilbert & Swain, 1887
102. Etheostoma percnurum Jenkins, 1994
103. Etheostoma perlongum (Hubbs & Raney, 1946)
104. Etheostoma phytophilum Bart & Taylor, 1999
105. Etheostoma planasaxatile Powers & Mayden, 2007
106. Etheostoma podostemone Jordan & Jenkins, 1889
107. Etheostoma pottsii (Girard, 1859)
108. Etheostoma proeliare (Hay, 1881)
109. Etheostoma pseudovulatum Page & Ceas, 1992
110. Etheostoma punctulatum (Agassiz, 1854)
111. Etheostoma pyrrhogaster Bailey & Etnier, 1988
112. Etheostoma radiosum (Hubbs & Black, 1941)
113. Etheostoma rafinesquei Burr & Page, 1982
114. Etheostoma ramseyi Suttkus & Bailey, 1994
115. Etheostoma raneyi Suttkus & Bart, 1994
116. Etheostoma rubrum Raney & Suttkus, 1966
117. Etheostoma rufilineatum (Cope, 1870)
118. Etheostoma rupestre Gilbert & Swain, 1887
119. Etheostoma sagitta (Jordan & Swain, 1883)
120. Etheostoma saludae (Hubbs & Cannon, 1935)
121. Etheostoma scotti Bauer, Etnier & Burkhead, 1995
122. Etheostoma segrex Norris & Minckley, 1997
123. Etheostoma sellare (Radcliffe & Welsh, 1913)
124. Etheostoma sequatchiense Burr, 1979
125. Etheostoma serrifer (Hubbs & Cannon, 1935)
126. Etheostoma simoterum (Cope, 1868)
127. Etheostoma sitikuense Blanton, 2008
128. Etheostoma smithi Page & Braasch, 1976
129. Etheostoma spectabile (Agassiz, 1854)
130. Etheostoma spilotum Gilbert, 1887
131. Etheostoma squamiceps Jordan, 1877
132. Etheostoma stigmaeum (Jordan, 1877)
133. Etheostoma striatulum Page & Braasch, 1977
134. Etheostoma susanae (Jordan & Swain, 1883)
135. Etheostoma swaini (Jordan, 1884)
136. Etheostoma swannanoa Jordan & Evermann, 1889
137. Etheostoma tallapoosae Suttkus & Etnier, 1991
138. Etheostoma tecumsehi Ceas & Page, 1997
139. Etheostoma teddyroosevelt Layman & Mayden, 2012
140. Etheostoma tennesseense Powers & Mayden, 2007
141. Etheostoma tetrazonum (Hubbs & Black, 1940)
142. Etheostoma thalassinum (Jordan & Brayton, 1878)
143. Etheostoma thompsoni Suttkus, Bart & Etnier, 2012
144. Etheostoma tippecanoe Jordan & Evermann, 1890
145. Etheostoma trisella Bailey & Richards, 1963
146. Etheostoma tuscumbia Gilbert & Swain, 1887
147. Etheostoma uniporum Distler, 1968
148. Etheostoma variatum Kirtland, 1840
149. Etheostoma virgatum (Jordan, 1880)
150. Etheostoma vitreum (Cope, 1870)
151. Etheostoma vulneratum (Cope, 1870)
152. Etheostoma wapiti Etnier & Williams, 1989
153. Etheostoma whipplei (Girard, 1859)
154. Etheostoma zonale (Cope, 1868)
155. Etheostoma zonifer (Hubbs & Cannon, 1935)
156. Etheostoma zonistium Bailey & Etnier, 1988

4 rod Gymnocephalus Bloch, 1793
1. Gymnocephalus acerina (Gmelin, 1789)
2. Gymnocephalus ambriaelacus Geiger & Schliewen, 2010
3. Gymnocephalus baloni Holcík & Hensel, 1974
4. Gymnocephalus cernua (Linnaeus, 1758)
5. Gymnocephalus schraetser (Linnaeus, 1758)

5 rod Nothonotus Putnam, 1863
1. Nothonotus aquali (Williams & Etnier, 1978)
2. Nothonotus microlepidus (Raney & Zorach, 1967)
3. Nothonotus sanguifluus (Cope, 1870)
4. Nothonotus starnesi Keck & Near, 2013

6 rod Perca Linnaeus, 1758
1. Perca flavescens (Mitchill, 1814)
2. Perca fluviatilis Linnaeus, 1758
3. Perca schrenkii Kessler, 1874

7 rod Percarina Nordmann in Démidoff, 1840
1. Percarina demidoffii Nordmann, 1840
2. Percarina maeotica Kuznetsov, 1888

8 rod Percina Haldeman, 1842
1. Percina antesella Williams & Etnier, 1977
2. Percina apristis (Hubbs & Hubbs, 1954)
3. Percina aurantiaca (Cope, 1868)
4. Percina aurolineata Suttkus & Ramsey, 1967
5. Percina aurora Suttkus & Thompson, 1994
6. Percina austroperca Thompson, 1995
7. Percina bimaculata Haldeman, 1844
8. Percina brevicauda Suttkus & Bart, 1994
9. Percina brucethompsoni Robison, Cashner, Raley & Near, 2014
10. Percina burtoni Fowler, 1945
11. Percina caprodes (Rafinesque, 1818)
12. Percina carbonaria (Baird & Girard, 1853)
13. Percina copelandi (Jordan, 1877)
14. Percina crassa (Jordan & Brayton, 1878)
15. Percina crypta Freeman, Freeman & Burkhead, 2008
16. Percina cymatotaenia (Gilbert & Meek, 1887)
17. Percina evides (Jordan & Copeland, 1877)
18. Percina fulvitaenia Morris & Page, 1981
19. Percina gymnocephala Beckham, 1980
20. Percina jenkinsi Thompson, 1985
21. Percina kathae Thompson, 1997
22. Percina kusha Williams & Burkhead, 2007
23. Percina lenticula Richards & Knapp, 1964
24. Percina macrocephala (Cope, 1867)
25. Percina macrolepida Stevenson, 1971
26. Percina maculata (Girard, 1859)
27. Percina nasuta (Bailey, 1941)
28. Percina nevisense (Cope, 1870)
29. Percina nigrofasciata (Agassiz, 1854)
30. Percina notogramma (Raney & Hubbs, 1948)
31. Percina oxyrhynchus (Hubbs & Raney, 1939)
32. Percina palmaris (Bailey, 1940)
33. Percina pantherina (Moore & Reeves, 1955)
34. Percina peltata (Stauffer, 1864)
35. Percina phoxocephala (Nelson, 1876)
36. Percina rex (Jordan & Evermann, 1889)
37. Percina roanoka (Jordan & Jenkins, 1889)
38. Percina sciera (Swain, 1883)
39. Percina shumardi (Girard, 1859)
40. Percina sipsi Williams & Neely, 2007
41. Percina smithvanizi Williams & Walsh, 2007
42. Percina squamata (Gilbert & Swain, 1887)
43. Percina stictogaster Burr & Page, 1993
44. Percina suttkusi Thompson, 1997
45. Percina tanasi Etnier, 1976
46. Percina uranidea (Jordan & Gilbert, 1887)
47. Percina vigil (Hay, 1882)
48. Percina williamsi Page & Near, 2007

9 rod Romanichthys Dumitrescu, Banarescu & Stoica, 1957
1. Romanichthys valsanicola Dumitrescu, B?n?rescu & Stoica, 1957

10 rod Sander Oken, 1817 (smuđevi) 
1. Sander canadensis (Griffith & Smith, 1834)
2. Sander lucioperca (Linnaeus, 1758)
3. Sander marinus (Cuvier, 1828)
4. Sander vitreus (Mitchill, 1818)
5. Sander volgensis (Gmelin, 1789)

11 rod Zingel Oken, 1817
1. Zingel asper (Linnaeus, 1758)
2. Zingel balcanicus (Karaman, 1937)
3. Zingel streber (Siebold, 1863)
4. Zingel zingel (Linnaeus, 1766)

Izumrli:
1. Mioplosus Cope, 1877 †
2. †Mioplosus abbreviatus Cope 1877
3. †Mioplosus beani Cope 1877
4. †Mioplosus labracoides Cope 1877
5. †Mioplosus longus Cope 1877